# کولوراید
کولوراید (به لاتین: Kolvereid) یک شهرک در نروژ است که در استان تروندلاگ واقع شده‌است. کولوراید ۴۳۳ کیلومتر مربع مساحت و ۱٬۶۳۸ نفر جمعیت دارد.